# جان رینولدز (بازیگر)
جان رینولدز (به انگلیسی: John Reynolds) (زاده ۵ اوت ۱۹۹۱) بازیگر آمریکایی است.
از کارهای معروف او می‌توان به بازی در مجموعه‌های تلویزیونی چیزهای عجیب، ژاکت زردها و فیلم دختر اسبی اشاره کرد.